# Enercon
Enercon GmbH és el líder alemany en la fabricació d'aerogeneradors. La seu es troba a Aurich (Baixa Saxònia). La societat va ser fundada el 1984 per Aloys Wobben i l'any 2008 tenia més de 12.000 treballadors a tot el món i una facturació superior als 2.400 milions d'euros. Així mateix, posseeix més del 40% de totes les patents mundials en la fabricació d'aerogeneradors. Actualment té fàbriques al Brasil, l'Índia, Portugal, Suècia i Turquia, a més de tres centres productius a Alemanya, a Aurich, Emden i Magdeburg.

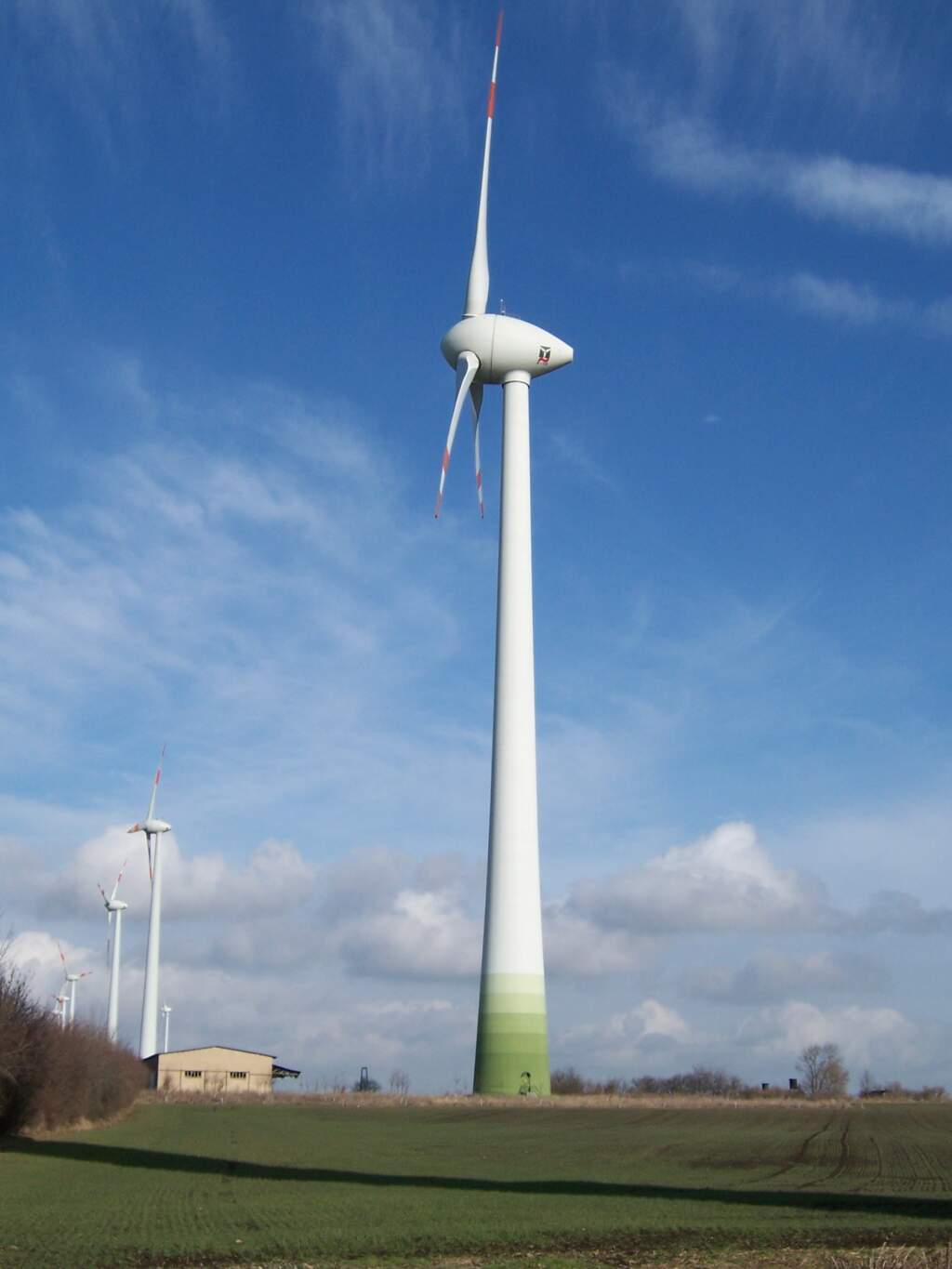
Aerogenerador Enercon model E-112

## Estructura empresarial
L'empresa manté la presidència i una part important del capital a les mans del seu fundador, el Sr. Aloys Wobben. Això la fa diferent de les altres grans companyies del sector, siguin Vestas, General Electric o l'espanyola Gamesa, on el capital cotitza a Borsa, i els dirigents són escollits, i renovats, en funció dels interessos dels accionistes.Fins ara, l'actuació de l'empresa ha estat de reinvertir els seus beneficis en l'ampliació de les instal·lacions productives i la investigació de nous productes.
L'any 2008, ocupava el quart lloc en el rànking d'empreses productores d'aerogeneradors, amb un 10% del mercat mundial.
Amb data de l'Octubre del 2012, el fundador i propietari ha transferit les seves accions a la Aloys-Wobben-Stiftung (Fundació Aloys Wobben), que esdevé accionista únic del conjunt d'empreses del grup. En paraules del Sr. Wobben: "El meu desig és que tots (els treballadors) puguin continuar treballant confiadament com un equip també en el futur"

## Tècnica
La innovació tècnica més important que incorporen els aerogeneradors de la casa és que no utilitzen engranatges multiplicadors, i produeixen l'electricitat mitjançant un generador anular, de manera que resulten més simples i eficients.
Un altre element diferenciador, aquest extern, és el pintat de la base de les torres amb diferents tons de verd que la casa anomena Esquema de Color Natural, dissenyat per Norman Foster, amb la finalitat d'integrar-les millor a l'entorn.

## Conflicte de patents i espionatge industrial

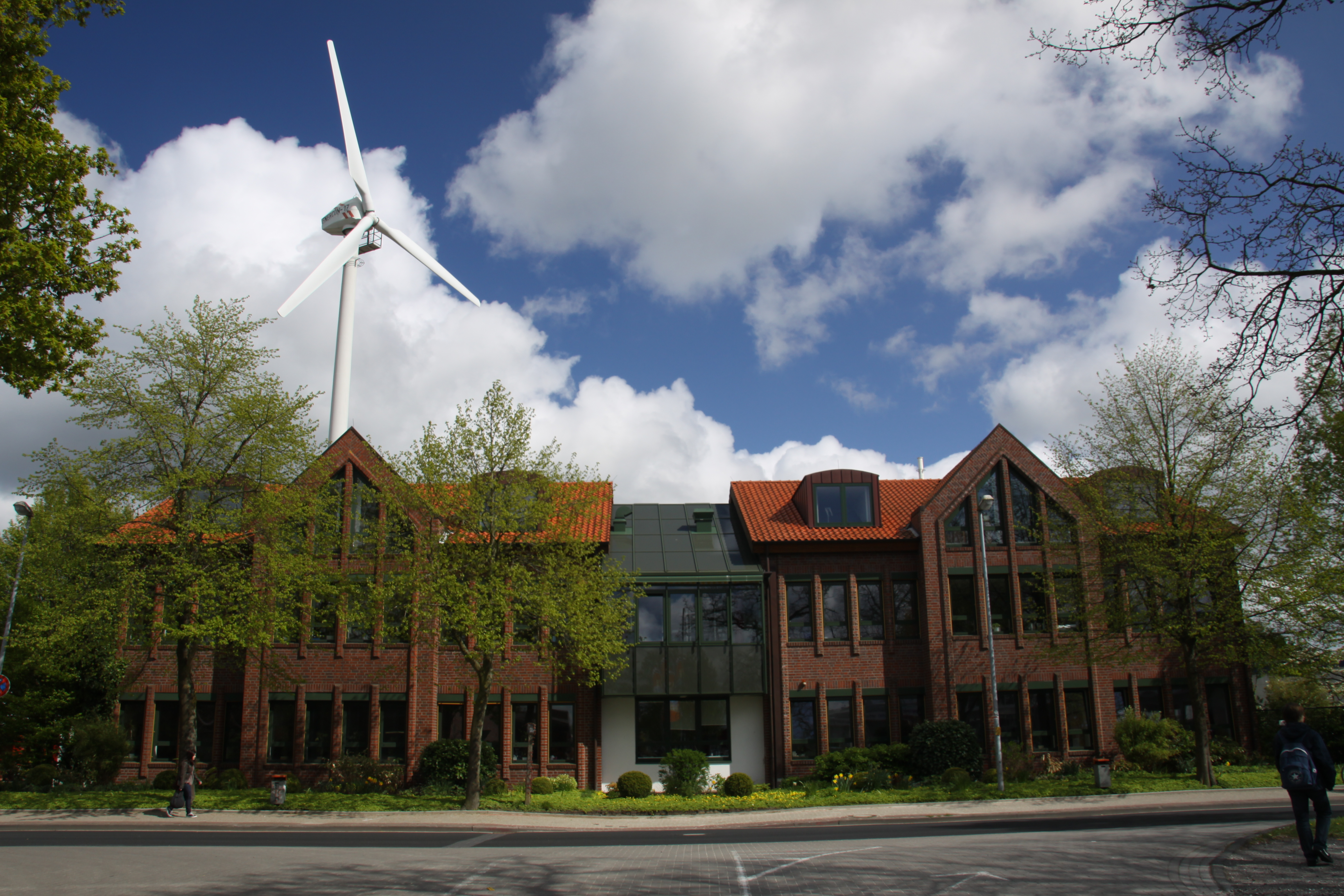
Seu central a Aurich - Alemanya

Durant anys, Enercon ha protagonitzat un agre conflicte de patents amb l'empresa americana Kenetech, impedint-li exportar els seus productes als EUA. Ara bé, segons consta a l'informe del Parlament Europeu, va ser objecte d'espionatge industrial a través de la xarxa ECHELON. Últimament s'han signat acords amb l'americana General Electric Wind, propietària actual dels drets de Keneteck, posant fi al conflicte, de manera que, a partir del gener del 2010, els productes Enercon podran accedir al mercat americà.